# 德克薩斯州立大學

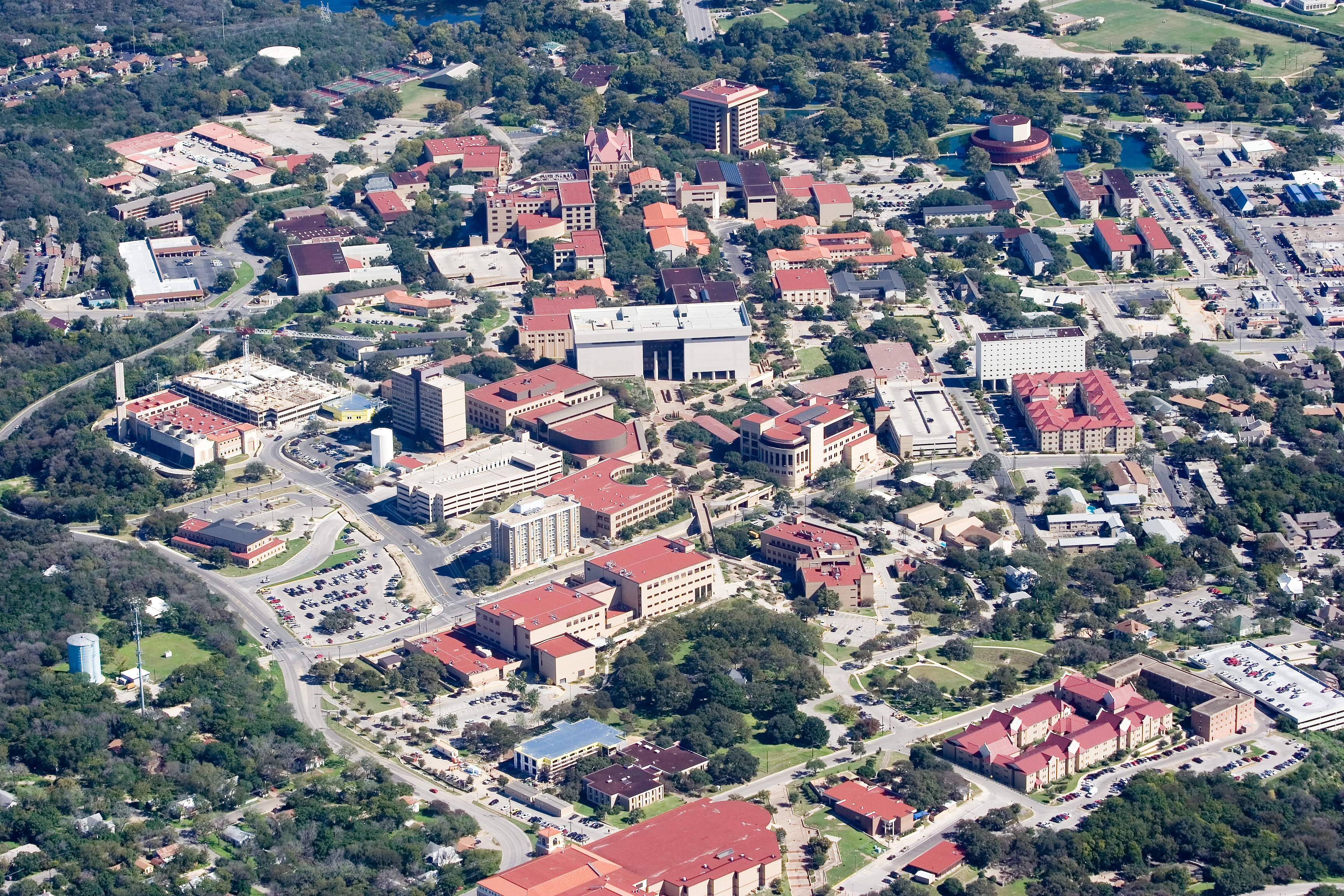
大學校園

德克薩斯州立大學（Texas State University）是位于美國德克薩斯州聖馬科斯的一所州立大學，1899年以西南德克薩斯州立師範學校（Southwest Texas State Normal School）為名成立，1903年正式開課。後來以此為基礎發展出了德克薩斯州立大學系統，今亦以接近四万名學生成爲德州第四大大學。
其主校區有245棟建築，佔地面積達492英畝（1.99平方），位于聖馬科斯河河邊的丘陵之上。它在德州首府奧斯汀的北部還有一個分校，即德克薩斯州立大學圓石分校（Texas State University Round Rock Campus）。

## 學術
2012年秋該大學的錄取率為57.6%。全體學生中西班牙裔學生人數最多，佔30%。

## 其他
德克薩斯州立大學系統

## 外部連結
- 官方网站
- Texas State Athletics website （页面存档备份，存于）